# Alterf
|  | No s'ha de confondre amb Altarf. |

Alterf (Lambda del Lleó / λ Leonis) és un estel a la constel·lació del Lleó de magnitud aparent +4,32. Encara que en mapes moderns apareix situada a les gargamelles del lleó, antigament se la localitzava en l'ull de l'animal. D'aquí l'origen del nom d'Alterf, «la mirada», que sembla provenir de la setena mansió lunar àrab, formada per aquest estel al costat de ξ Cancri. Un segon significat del terme Alterf, «la punta», també pot ser apropiat per a aquest estel, i així va ser considerat per algun astrònom en el passat.
Alterf és una gegant taronja de tipus espectral K5III amb una temperatura de 4.000 K i una lluminositat —inclosa la important quantitat d'energia emesa com a radiació infarroja— 460 vegades major que la lluminositat solar. La mesura del seu diàmetre angular —4,12 mil·lisegons d'arc—, al costat de la distància a la qual s'hi troba —336 anys llum—, permet avaluar la seva veritable grandària, 60 vegades major que el del Sol. La seua metal·licitat és inferior a la solar, amb una relació entre els continguts de ferro i hidrogen equivalent al 70% de que té el Sol. Gira sobre si mateixa amb una velocitat de rotació projectada de 6,12 km/s, cosa per la qual el seu període de rotació pot durar fins a un any. La seva massa i el seu estat evolutiu no són ben coneguts. Encara que la major part de les gegants de tipus K fusionen en el seu nucli heli en carboni i oxigen, Alterf sembla ser un estel en transició, que bé augmenta la seva lluentor per primera vegada amb un nucli inert d'heli, o bé ho fa per segona vegada amb un nucli inert de carboni i oxigen, en aquest últim cas després de concloure la fusió de l'heli.